# Amphioplus thomassini
Amphioplus thomassini är en ormstjärneart som beskrevs av Cherbonnier och Guille 1978. Amphioplus thomassini ingår i släktet Amphioplus och familjen trådormstjärnor. Inga underarter finns listade i Catalogue of Life.